# コロンブス (曲)
「コロンブス」は、日本のロックバンド・Mrs. GREEN APPLEの楽曲。2024年6月12日にユニバーサルミュージック内のレーベル・EMI Recordsより配信限定でリリースされた。

## 概要
2024年5月24日、新曲「コロンブス」が、6月3日より開始したコカ・コーラ「Coke STUDIO」キャンペーンソングに決定したことが発表された。また、本楽曲は、同日より放映開始されたテレビCMにも起用される予定であったが、ミュージック・ビデオにおける内容が問題視されたことで批判が殺到し、タイアップを取りやめた（詳細下述）。なお、本CMには、メンバーも出演しており、2023年にもコカ・コーラ「Coke STUDIO」キャンペーンソングとして「Magic」を提供しており、テレビCMにも出演していた。
6月5日、本楽曲が同月12日に11th配信シングルとしてリリースされることが発表された。また同日、本楽曲のコンテンツカレンダーが公開された。連日、本楽曲のカバーアートやコンセプトフォト、ティザームービーなどが公開された。
10月23日、Billboard JAPANが、本楽曲がストリーミング累計再生回数1億回を突破したことを発表した。これにより、ストリーミング累計1億回を突破した曲数が18曲となった。

## ミュージックビデオ
本楽曲がリリースされた2024年6月12日の21時、ミュージック・ビデオが公式YouTubeチャンネルにて公開された。大森元貴がクリストファー・コロンブス、若井滉斗がナポレオン・ボナパルト、藤澤涼架がルートヴィヒ・ヴァン・ベートーヴェンに扮し「もしも生きた時代の異なる偉人たちが一緒に旅をしたら？」という設定のストーリーが描かれていた。

### 公開に伴う騒動
ミュージックビデオでは、小島にたどり着いた3人が既に島に住んでいた猿人たちと出会い交流するが、猿人を人力車の引き手として使役したり、猿人に音楽や乗馬などを教える、猿人たちを敬礼させるなどのシーンがあった事から、公開直後からSNS上では「植民地支配や西洋中心主義の肯定につながる」「差別的な内容に当たる」「コロンブスという単語自体が、近年ではマイナスイメージとして扱われているという認識がアップデートされていない」と批判の声が上がることになった。
これを受け、翌13日には、所属事務所とレコード会社の連名で「歴史や文化的な背景への理解に欠ける表現があった」として公式サイトにて謝罪、ミュージックビデオの公開停止を発表した。大森は公式サイトにて、ミュージックビデオの制作経緯について説明、差別的な内容や悲惨な歴史を肯定するものにする意図は無く「年代が異なる生命が楽しくホームパーティーをする」というイメージの元で、あくまでフィクションとしての映像作品として制作しており、類人猿が登場することについても、差別的表現に見える恐れを当初から懸念し、意図とは異なる伝わり方をするかもしれないとスタッフと確認し合った上で制作したとした。その上で「意図と異なる形で線で繋がった時に何を連想させるのか、あらゆる可能性を指摘して別軸の案まで至らなかった我々の配慮不足」「前向きにワクワクできる映像にしたいという気持ちが、リスクへの配慮をあやふやにし、影響を及ぼしてしまった」として謝罪している。
本楽曲を「Coke STUDIO」キャンペーンソングとして広告展開をしていた日本コカ・コーラは「ミュージックビデオの内容に関しては、事前に把握していない」とした上で、これらの騒動に対し「コカ・コーラ社はいかなる差別も容認しない」「我々が大切にしている価値とは異なるもの」と、遺憾の意を表するコメントを出すとともに、本楽曲を使用した広告素材の放映停止を発表した。
そして、同年7月に日本コカ・コーラの一方的な通告により「Coke STUDIO」キャンペーン、および「Coke STUDIO ライブ」の参加を見送らせた。また、キャンペーン内でコラボレーションしたオリジナルグッズ等が当選するキャンペーンを中止し、相応のデジタルポイントに換えられた。

## テレビ披露
| 番組名                                                     | 放送局         | 出演日         | 備考 |
| ---------------------------------------------------------- | -------------- | -------------- | --- |
| ミュージックステーション                                   | テレビ朝日系列 | 2024年6月14日  | 「コロンブス」「Dear」の2曲を披露予定だったが、「コロンブス」の披露を取りやめ「Dear」「青と夏」の披露となった。 |
| CDTV ライブ! ライブ!                                       | TBSテレビ系列  | 2024年6月17日  | フルサイズでの歌唱予定だったが、出演取りやめとなった。                                                          |
| with MUSIC                                                 | 日本テレビ系列 | 2024年9月7日   | テレビ初披露。フルサイズでの歌唱。                                                                              |
| 2024 FNS歌謡祭                                             | フジテレビ系列 | 2024年12月3日  | 「ライラック」「コロンブス」の2曲を披露。フルサイズでの歌唱。                                                   |
| ミュージックステーション スーパーライブ2024                | テレビ朝日系列 | 2024年12月27日 | 「ライラック」「コロンブス」「アポロドロス」「ビターバカンス」の4曲を披露。                                     |
| 発表!今年イチバン聴いた歌 〜年間ミュージックアワード2024〜 | 日本テレビ系列 | 2024年12月28日 | 「ライラック」「コロンブス」「Dear」の3曲を披露。                                                               |
| CDTV ライブ! ライブ! 年越しスペシャル                      | TBSテレビ系列  | 2025年1月1日   | 「私は最強」「コロンブス」「StaRt」の3曲を披露。フルサイズでの歌唱。                                            |